# 細川雄太郎
細川雄太郎（ほそかわ ゆうたろう、1914年（大正3年）11月27日 - 1999年（平成11年）2月21日）は、滋賀県蒲生郡日野町出身の童謡作詞家。

## 経歴
- 尋常小学校在学中10歳の時に父を亡くす。
- 小学校高等科を卒業して、16歳で群馬県新田郡薮塚本町（現・太田市）にある醤油・味噌醸造の会社に奉公にでる。
- 奉公先で密かに詩作を始める。夜中に布団の中に明かりを持ち込んで、故郷の幼く楽しかった日々を偲んで童謡を書き続ける。
- 「かわいい魚屋さん」の作詞者加藤省吾の主宰する同人誌『童謡と唱歌』を知り投稿を始める。
- 1939年（昭和14年）、24歳のとき、故郷の想い出に浸りつつ書いた『泣く子はだあれ』を『童謡と唱歌』に投稿したところ、作曲家海沼實の目に留まり、「あの子はたあれ」としてレコード化され、ヒットする。
- 「あの子はたあれ」の成功で作詞家としてやっていく決心をする。
- 続いて「ちんから峠」（作曲海沼實）もヒットする。
- 終戦後、郷里滋賀県に帰り、野洲川土地改良区に勤務する。
- 勤務のかたわら作詞は続け、詩誌『葉もれ陽』を主宰する。
- 1999年（平成11年）2月21日死去。享年84。

## 作品
- 「あの子はたあれ」作曲海沼實
- 「ちんから峠」作曲海沼實
- 「秋のわすれもの」作曲呉竹栄一
- 「杉の木一本」作曲平岡照章
- 「小さなかけ橋」作曲平岡照章
- 「滋賀県立水口東中学校・高等学校校歌」作曲廣嶋均治
- 「滋賀県立大津清陵高等学校校歌」作曲嵐野英彦
- 「野洲市立篠原幼稚園」園歌

## その他
- 故郷の滋賀県蒲生郡日野町グリーンバイパス路傍に「あの子はたあれ」の歌碑。
- 味噌・醤油の醸造会社奉職中に「あの子はたあれ」を書いたとされる群馬県新田郡藪塚本町（現太田市薮塚本町）のなつめ公園内に歌碑。『なつめ公園』の名前は「あの子はたあれ」から採って命名された。
- 長野県長野市篠ノ井の茶臼山公園内に「あの子はたあれ」の歌碑。
- 故郷日野町に『ちんから峠』と命名された峠がある。